# Khalaf Al-Mutairi
Khalaf Salamah Al-Mutairi (Al Kuwait, 25 luglio 1979) è un ex calciatore kuwaitiano, di ruolo attaccante.

## Carriera

### Club
Ha sempre giocato nel campionato kuwaitiano.

### Nazionale
È stato convocato per le Olimpiadi nel 2000 e per la Coppa d'Asia nel 2004.

## Palmarès

### Club

#### Competizioni nazionali
- Prima Lega (Kuwait): 4

Al-Qadisiya: 2004-2005, 2008-2009, 2009-2010, 2010-2011
- Kuwait Emir Cup: 3

Al-Qadisiya: 2004, 2007, 2010
- Kuwait Crown Prince Cup: 4

Al-Qadisiya: 2004, 2005, 2006, 2009
- Kuwait Federation Cup: 2

Al-Qadisiya: 2008, 2008-2009
- Kuwait Super Cup: 1

Al-Qadisiya: 2009
- Coppa Al Kurafi: 1

Al-Qadisiya: 2005-2006

#### Competizioni internazionali
- Coppa dei Campioni del Golfo: 1

Al-Qadisiya: 2005